# Xystrota adela
Xystrota adela là một loài bướm đêm trong họ Geometridae.